# كلية الطب بجامعة جنوب ألاباما
كلية الطب بجامعة جنوب ألاباما (بالإنجليزية: University of South Alabama College of Medicine)‏ هي إحدى الكليات لتدريس الطب في الولايات المتحدة الأمريكية. تقع في مدينة موبايل في ولاية ألاباما الأمريكية. نوع الشهادة الطبية التي يتم تحصيلها هناك هي دكتور في الطب.